# Berner Hallenhandball-Meisterschaften
Die Berner Hallenhandball-Meisterschaften waren die Hallenhandball-Meisterschaften der Stadt Berns und Umgebung.

## Modus
Zwischen 1950 und 1953 spielte der Berner Meister gegen den Bieler Meister um den Einzug in die Schweizer Meisterschaft.

## Berner Meister
| Saison  | Meister      | Vizemeister    | Resultat | Mannschaften |       |
| ------- | ------------ | -------------- | -------- | ------------ | ----- |
| 1949    | TV Länggasse | ST Bern        | 6–4 P.   | 4            | [ 1 ] |
| 1949/50 | TV Länggasse | ST Bern        | 6–4 P.   | 4            | [ 2 ] |
| 1950/51 | TV Länggasse | BSC Young Boys | 10–8 P.  | 6            | [ 3 ] |